# Kazushige Kuboki
Kazushige Kuboki, nascido a 6 de junho de 1989, é um ciclista japonês, membro da equipa Team Bridgestone Cycling.

## Palmarés
2013
- 3º no Campeonato do Japão Contrarrelógio

2015
- Campeonato do Japão em Estrada

2018
- Campeonato do Japão Contrarrelógio

2019
- 1 etapa do Tour do Japão

2022
- 1º lugar no Omnium masculino nos Jogos Asiáticos de 2022
- 1º lugar na Perseguição por equipes masculino nos Jogos Asiáticos de 2022